# 社会革命党人审判
社会革命党人审判是1922年6月8日至8月22日在苏俄首都莫斯科举行的针对知名社会革命党人的审判。此次审判是列宁和斯大林下令举行的，得到国际上的广泛关注，并被视为是斯大林时期作秀公审的预演。三名主审法官包括格奥尔基·皮达可夫，公审检察官有尼古拉·克雷连科、阿纳托利·卢那察尔斯基、米哈伊尔·波克罗夫斯基。尼古拉·布哈林和米哈伊尔·托姆斯基为被告辩护，比利时工党的埃米尔·王德威尔得被允许为被告辩护。最终，多名社会革命党人被判处死刑，但苏俄慑于国际压力未对他们立即执行。